# Bałtyk-Karkonosze Tour
Le Bałtyk-Karkonosze Tour est une course cycliste polonaise disputée entre la côte baltique et le massif de monts des Géants (pl. Karkonosze). Créée en 1993, il s'est ouvert aux professionnels en 1996. Il fait partie de l'UCI Europe Tour de 2005 à 2009, en catégorie 2.2. En 2010, il redevient une course amateur avant de revenir en 2015 dans l'UCI Europe Tour.
L'édition 2020 est reportée en raison de la pandémie de coronavirus,, celle de 2021 est annulée.

## Palmarès
| Année | Vainqueur             | Deuxième             | Troisième            |                  |
| ----- | --------------------- | -------------------- | -------------------- | ---------------- |
| 1993  | Radosław Romanik      | Artur Krasiński      | Tomasz Kłoczko       |                  |
| 1994  | Radosław Romanik      | Jarosław Chojnacki   | Paweł Czopek         |                  |
| 1995  | Radosław Romanik      | Tomasz Kłoczko       | Paweł Czopek         |                  |
| 1996  | Radosław Romanik      | Andrzej Sypytkowski  | Grzegorz Gwiazdowski |                  |
| 1997  | Andrzej Sypytkowski   | Jacek Mickiewicz     | Zbigniew Piątek      |                  |
| 1998  | Piotr Chmielewski     | Tomasz Kłoczko       | Artur Krasiński      |                  |
| 1999  | Raimondas Rumšas      | Piotr Wadecki        | Tomasz Brożyna       |                  |
| 2000  | Robert Radosz         | Grzegorz Rosoliński  | Dariusz Skoczylas    |                  |
| 2001  | Piotr Przydział       | Radosław Romanik     | Ondřej Sosenka       |                  |
| 2002  | Oleksandr Klymenko    | Marcin Sapa          | Radosław Romanik     |                  |
| 2003  | Oleksandr Klymenko    | Krzysztof Ciesielski | Sebastian Skiba      |                  |
| 2004  | Sławomir Kohut        | Jamie Burrow         | Oleksandr Klymenko   |                  |
| 2005  | Radosław Romanik      | Cezary Zamana        | Krzysztof Ciesielski |                  |
| 2006  | Bartłomiej Matysiak   | Kazimierz Stafiej    | Krzysztof Miara      |                  |
| 2007  | Roman Broniš          | Alexey Kunshin       | Mateusz Mróz         |                  |
| 2008  | Radosław Romanik      | Łukasz Bodnar        | Roman Broniš         |                  |
| 2009  | Sergey Kolesnikov     | Mateusz Mróz         | Mateusz Taciak       |                  |
| 2010  | Vladimir Duma         | Artur Przydział      | Patrik Tybor         |                  |
| 2011  | Robert Radosz         | Dariusz Baranowski   | Wojciech Ziółkowski  |                  |
| 2012  | Nikolay Mihaylov      | Marek Rutkiewicz     | Robert Radosz        |                  |
| 2013  | Mateusz Taciak        | Nikolay Mihaylov     | Kamil Gradek         |                  |
| 2014  | Christopher Hatz      | Tim Schlichenmaier   | Kamil Zieliński      |                  |
| 2015  | Leszek Pluciński      | Mateusz Taciak       | Peter Williams       |                  |
| 2016  | Mateusz Taciak        | Maciej Paterski      | Nikolay Mihaylov     |                  |
| 2017  | Marek Rutkiewicz      | Vadim Pronskiy       | Adam Stachowiak      |                  |
| 2018  | Philipp Walsleben     | Mateusz Taciak       | Paweł Cieślik        |                  |
| 2019  | Kamil Małecki         | Attila Valter        | Adam Stachowiak      |                  |
| 2020  | Stanisław Aniołkowski | Maciej Paterski      | Adam Stachowiak      |                  |
| 2021  | annulé/abandonné      | annulé/abandonné     | annulé/abandonné     | annulé/abandonné |